# Karen Bray
Karen Margarita Bray Vergara (Cartagena, Bolívar, 24 de marzo de 1986) es una presentadora de televisión y modelo colombiana.
Es hija de Gabriel Bray Bohórquez y Magali Vergara Hernández. Tiene dos hermanos, Gabriel y María Alejandra. Estudió Publicidad y Comunicación social en la Universidad Jorge Tadeo Lozano, sede Cartagena.
Participó en el Concurso Nacional de Belleza de Colombia en 2008 representando al departamento de Bolívar. En el 2011 fue escogida Chica E! Colombia y trabajó como presentadora de E! Especial de E! Entertainment Latinoamérica. Trabajó en el magazín matutino Feliz día del canal de televisión regional Telecaribe, donde compartió rol con Agmeth Escaf. En 2016, es participante del reality de supervivencia Desafío 2016: Súper Humanos, Súper Regiones, como representante de los costeños.
Luego de su participación en el Desafío, se incorporó al magazín Día a día en familia de Caracol Televisión, con Iván Lalinde y Ana Beliza Mercado, el cual salió del aire por poca aceptación de la audiencia. En julio de 2017, se incorporó a Noticias Caracol de la misma cadena televisiva, como presentadora de entretenimiento los fines de semana, en reemplazo de Alejandra Isaza.